# Heliconius obscurifascia
Heliconius obscurifascia är en fjärilsart som beskrevs av Talbot 1928. Heliconius obscurifascia ingår i släktet Heliconius och familjen praktfjärilar. Inga underarter finns listade i Catalogue of Life.